# 西大路隆昭
西大路 隆昭（にしおおじ たかあき、1936年（昭和11年）9月9日 - ）は、日本の実業家。西大路家の第23代当主。父は西大路隆敏。同志社大学卒業。京都府京都市出身。

## 生涯
1936年（昭和11年）に京都府京都市で子爵・西大路隆敏とその妻で日本電力社長・池尾芳蔵の次女である正子の長男として生まれる。同志社大学卒業。
1953年（昭和28年）に父の隆敏が亡くなり家督を相続し、西大路家の当主となる。私生活では矢嶋新兵衛の娘である洋子と結婚し、1男1女を儲けた。

## 系譜
- 父親：西大路隆敏
- 母親：池尾正子 - 日本電力社長・池尾芳蔵の次女。
- 妻：矢嶋洋子
  - 長男：隆範
  - 長女：麻理子